# Грузино (Ленинградская область)
Гру́зино  (фин. Hovimäki) — деревня в Куйвозовском сельском поселении Всеволожского района Ленинградской области.

## История
В 1917 году, для обслуживания расположенной рядом деревни Куйвози, была открыта станция Грузино, к югу от которой образовался станционный посёлок.
Во время Гражданской войны, 25 октября 1919 года, в бою с отрядом Северо-Ингерманландского полка под командованием подполковника Юрьё Эльфенгрена, вблизи станции Грузино, был убит Иустин Петрович Жук, член Военного совета карельского участка фронта.
В 1925 году посёлок при станции Грузино являлся центром Куйвозовской волости Ленинградского уезда, с населением 15 331 человек, 22 сельсоветами и 99 деревнями.
Согласно переписи населения СССР 1926 года:

ГРУЗИНО — станция железной дороги в Куйвозовском сельсовете Ленинградского уезда, 4 хозяйства, 18 душ.

Из них: русских — 3 хозяйства, 14 душ (9 м. п. и 5 ж. п.); суоми — 1 хозяйство, 4 души (1 м. п. и 3 ж. п.).(1926 год)

С 1927 года в составе Куйвозовского финского национального района.
В мае-июле 1936 года через станцию Грузино производилась массовая депортация ингерманландцев, проживавших в Токсовском финском национальном районе. Всего было депортировано около 20 000 человек.
- Станция Грузино на карте 1939 года

До 1942 года — место компактного проживания ингерманландских финнов.
В 1958 году население посёлка при станции Грузино составляло 127 человек.
По данным 1966, 1973 и 1990 годов это была уже деревня Грузино, входившая в состав Куйвозовского сельсовета.
В 1997 году в деревне проживали 47 человек, в 2002 году — 22 человека (русских — 95%), в 2007 году — 34.

## География
Деревня расположена в северной части района к западу от автодороги 41К-012 (Скотное — Приозерск).
Расстояние до административного центра поселения — 1 км.
Деревня находится к югу от станции Грузино Приозерского направления Октябрьской железной дороги в 50 км от Санкт-Петербурга.

## Демография
| 2007 | 2010 | 2017 |
| ---- | ---- | ---- |
| 34   | ↗267 | →267 |

### Национальный состав
Согласно данным Всероссийской переписи населения 2021 года в деревне проживали 85 человек, из них:
 русские — 84 человека, один национальность не указал.

## Инфраструктура
В окрестностях деревни расположен дачный массив, часть садоводств которого носят названия «Грузино-1», «Грузино-2» и т.д.

## Известные уроженцы
- Столяров, Валерий Викторович (1971) — российский двоеборец, бронзовый призёр Олимпийских игр 1998, заслуженный мастер спорта России.

## Садоводства
Азимут-Электроприбор, Балтиец, Вектор, Ветеран, Витязь, Грузинка, Грузино-1, Грузино-4, Грузино-5, Грузино-6, Грузино-7, Дорожник, Дружба, Дружба-3, Дружба-47, Дубки, Дюймовочка, Заря, Звездочка, Земледелец, Карелия, Кольцевое, Красный Маяк, Куйвози-2, Локатор, Малахит-2, Протон, Родники-2, Сосновый Бор, Чайка, Ягодное.